# Lovers (rederij)

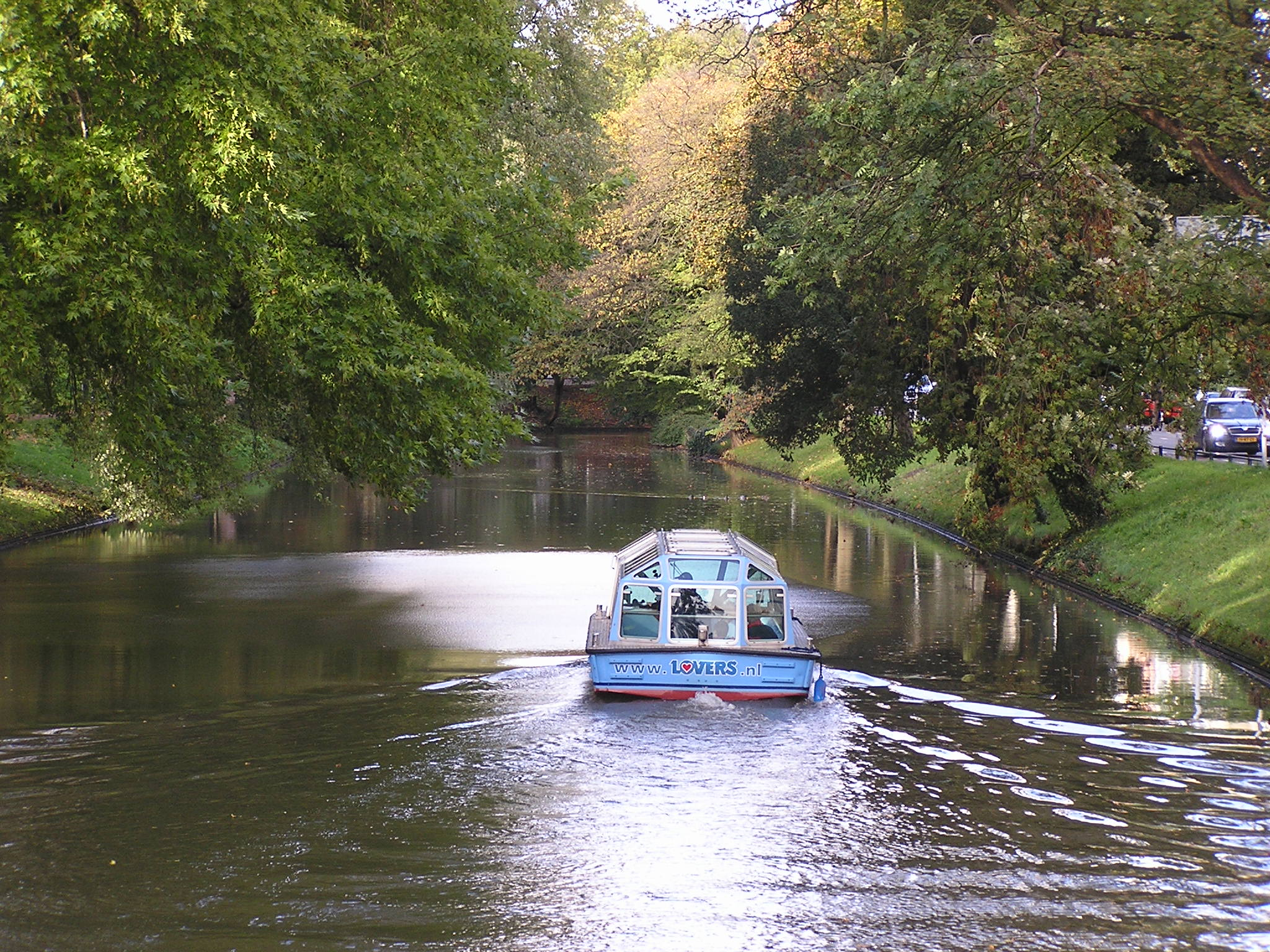
Boot van rederij Lovers

Lovers B.V. is een rederij die rondvaartboten exploiteert in de Amsterdamse en Utrechtse grachten. De naam rijmt op klovers, niet op undercovers.
In 1996 betrad het bedrijf met Lovers Rail de Nederlandse markt voor personenvervoer per spoor, en ging als eerste de concurrentie aan met de Nederlandse Spoorwegen. De treindiensten van Lovers Rail, vanuit Amsterdam naar Haarlem, Lisse en IJmuiden, waren niet succesvol en werden in 1999 weer beëindigd.

## Schepen van Lovers
| Naam schip               | Type          | Aantal passagiers | Bouwjaar | ENI nummer | Afbeelding |
| ------------------------ | ------------- | ----------------- | -------- | ---------- | ---------- |
| Aimee                    | rondvaartboot | 80                | 1961     | 02007154   |            |
| André van Duin           | rondvaartboot | 122               | 1979     | 02008033   |            |
| Anne Frank (museumboot)  | rondvaartboot | 44                | 1988     | 02009737   |            |
| BZN 2 (museumboot)       | rondvaartboot | 90                | 1991     | 02010902   |            |
| BZN 3 (museumboot)       | rondvaartboot | 102               | 1991     | 02010674   |            |
| BZN 4 (museumboot)       | rondvaartboot | 119               | 1992     | 02011111   |            |
| Floating Dutchman        | amfibiebus    | 46                | 2011     | 02332846   |            |
| Flying Enterprise        | rondvaartboot | 140               | 1970     | 02006864   |            |
| Jannes Lovers            | rondvaartboot | 122               | 1978     | 02007824   |            |
| Nemo H2 (waterstofboot)  | rondvaartboot | 60                | 2009     | 02333096   |            |
| Pierre Janssen           | rondvaartboot | 140               | 1987     | 02009509   |            |
| Stan Huygens             | VIP boot      | 25                | 1991     | 02010675   |            |
| Toon Hermans             | rondvaartboot | 122               | 1983     | 02008669   |            |
| Wim Kan                  | rondvaartboot | 122               | 1982     | 02008543   |            |
| Wim Sonneveld / Showboat | rondvaartboot | 80                | 1965     | 02402098   |            |
| Ramses Shaffy            | watertaxi     | 12                |          |            |            |
| Raw Ferry 01             | watertaxi     | 40                |          |            |            |
| Simon Carmiggelt         | rondvaartboot | 64                |          |            |            |
| Twee                     | watertaxi     | 7                 |          |            |            |
| VIP 1                    | watertaxi     | 7                 |          |            |            |